# Török Lajos (politikus)
Szendrői gróf Török Lajos (1748. október 7. – Nagykázmér, 1810. június 23.) szabadkőműves főmester, kassai tanulmányi kerületi igazgató, pedagógiai szakíró, országgyűlési követ, Kazinczy Ferenc apósa.

## Életpályája
1748. október 7-én született, édesapja Török József (1714–1776) kancelláriai tanácsos és kamarai elnök, anyja Pfeffershoven Katalin volt. Családját 1774. december 28-án Mária Terézia grófi rangra emelte, mely házassága előtt két esztendővel történt. 1776. augusztus 25-én házasságot kötöttek Roggendorf Alojzia (Louise) (1754. február 14. – ?) grófnővel. Három gyermekük született: Josef, Sophie és Marie-Susie. Később Sophie lánya 1804. november 11-én férjhez ment Kazinczy Ferenchez.
II. József császár akaratából 1785 és 1795 között a kassai tanulmányi kerület igazgatója, ebben a tisztségben a fiatal Kazinczy Ferenc felettese volt. Kassai tartózkodása idején röpiratokat, cikkeket jelentetett meg, valamint szabadkőműves páholyt létesített.
Őt magát feltehetőleg már az 1770-es években szabadkőművessé avatták Bécsben. Első páholyát az Erényes kozmopoliták névvel alapította Miskolcon, de ez már 1788 körül megszűnt.  Következő páholya az Égő bokorhoz nevet viselte, melynek központja immáron Kassán volt. Ez a páholy is rövid életűnek bizonyult, majd az 1790-es években újraalapította A rendíthetetlen erényhez névvel. A páholy tagjai, Török Lajos jelenléte miatt, haladó gondolkodású nemesek és polgárok voltak, példának okáért: Dobay Dániel, Viczay József, Fried Sámuel, Stetz Gáspár, valamint nem utolsósorban Kazinczy Ferenc. A 18. század végén Kassán kemény ideológiai harcok dúltak a szabadkőművesség jövőjéért. Ebben a korszakban a szabadkőműves páholyokat számtalan váddal illették, közülük a legsúlyosabb a jakobinusokkal való együttműködés volt.
A magyar jakobinus mozgalom elfojtása és a szabadkőművesség monarchiabeli betiltása után az állam oktatási intézményeit gondosan megtisztították, ez okozta Török Lajos vesztét is. Az Immanuel Kant gondolatait terjesztő gróf Török Lajost 1795. november 6-án menesztették pozíciójából. A szabadkőműves mozgalom majd fél évszázadig megszűnt Kassán.
Ezt követően visszavonultan élt 1810. június 23-án bekövetkezett haláláig.

## Munkássága
Török Lajos személye nem irodalmi munkásságáról ismert elsősorban, hanem arról, hogy Kazinczy Ferenc apósa volt. Az 1790-es években két röpiratot jelentetett meg, a Conspectus regiminis formae regnorum Angliae et Hungariae-t és a Dissertatio statistica de potestate exequente regis Angliae-t, melyeket sokáig Barits Adalbert (1742-1813) műveinek tulajdonítottak. A későbbi korok irodalomtörténészei azonban véglegesen bebizonyították, hogy Török Lajos írásairól van szó. A két röpirat amiatt különleges, hogy Magyarországon elsőként fejti ki azt a gondolatot, hogy a magyar és az angol alkotmány hasonló egymáshoz, ugyanis Európa többi abszolutisztikus államához képest, ebben a két országban csak a király és az országgyűlés együttműködése hozhat törvényeket. Ez a gondolat nagy visszhangot keltett a kortársakban és sokáig meghatározta a közjogi és politikai gondolkodást.
Igazgatói teendői, valamint szabadkőművesi foglalatossága mellett szenvedélyes vegyész volt, az alkimistákkal és a rózsakeresztesekkel is kapcsolatba hozták. A Bécsből Magyarországon elterjedt rózsakeresztes mozgalom leglelkesebb apostola maga Török Lajos gróf volt, s szabadkőműves páholyában is minél több embert próbált megnyerni a titkos mesterkedéseknek. Későbbi vejét, Kazinczy Ferencet is többször kívánta bevonni alkímiai kísérleteibe, de Kazinczy mélységes iszonyatot érzett a maradinak tartott mesterség iránt, s meg is vetette gróf Török Lajost emiatt.
A vegyészeti kísérletek során megfigyelteket később kötetben adta ki: 
Neue durch Erfahrung bewahrte Theorie der Heilkunde nach kosmologish-fysiologisch-chemischen Grundsatzen.

### Művei
- Etwas von der guten Erziehung der Kinder, Pozsony, 1789. (Az ifjúság neveléséről)
- Conspectus regiminis formae regnorum Angliae et Hungariae, Kassa, Ellinger, 1790. (Magyarország és Anglia alkotmányának, kormányzati formájának összehasonlítása)
- Dissertatio statistica de potestate exequente regis Angliae, Kassa, Ellinger, 1790. (Hasonló az előzőhöz, a végrehajtói hatalmakról írt tanulmány)
- Neue durch Erfahrung bewahrte Theorie der Heilkunde nach kosmologish-fysiologisch-chemischen Grundsatzen, Kassa, 1803. (Orvostudományi, kémiai témájú javaslatok)
- Néhai gróf Török Lajosnak cholera ellen alkalmazott Rusz tincturája, s az ezen üldözött gyógyszer fényes sikerének okiratai… Kiadta: Garzó Gyula, Kecskemét, 1873.

Kazinczy Ferenchez írt három levele megtalálható a Kazinczy Ferenc Levelezése I. és IV. kötetében.

## Külső hivatkozások
- Kósa János tanulmánya
- Eckhard Sándor – Magyar rózsakeresztesek
- Javor Martin – A kassai szabadkőműves-mozgalom a 18. században

## Bibliográfia
- ECKHARD Sándor, Magyar rózsakeresztesek, Minerva, 1(1922), 208‒223.
- Magyar életrajzi lexikon I-IV., szerk. KENYERES Ágnes, Bp., Akadémiai, 1967‒1994.
- KÓSA János, Török Lajos irodalmi munkásságához, ItK, 1(1948), 45‒49.
- SZINNYEI József, Magyar írók élete és munkái XIV. (Telgárti‒Zsutai), Bp., Hornyánszky, 1914.